# Chorągiew husarska prywatna Łukasza Opalińskiego (starszego)

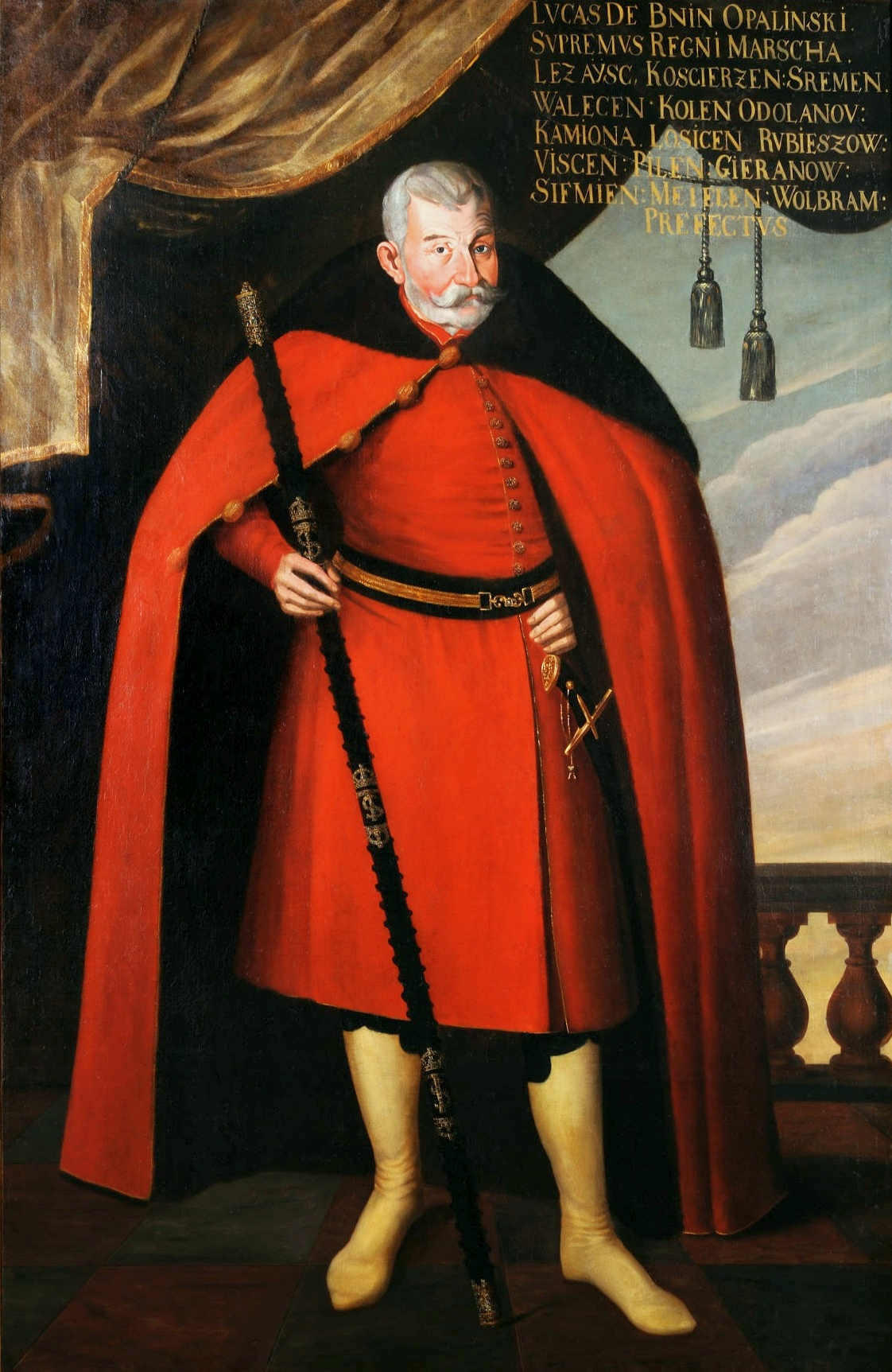
Marszałek nadworny koronny Łukasz Opaliński starszy herbu Łodzia

Chorągiew husarska prywatna Łukasza Opalińskiego (starszego) – chorągiew husarska prywatna (koronna) I połowy XVII wieku, okresu wojen ze Szwedami i Moskwą.
Szefem tej chorągwi był marszałek nadworny koronny - Łukasz Opaliński starszy herbu Łodzia. Żołnierze chorągwi wzięli udział w wojnie polsko-szwedzkiej 1626-1629.